# Kurotaki
Kurotaki (黒滝村, Kurotaki-mura) est un village situé dans le district de Yoshino de la préfecture de Nara, au Japon.

## Géographie

### Topographie
Les monts Shisuniwa et Ōtenjō se trouvent en partie sur le territoire de Kurotaki.